# Cessione del contratto
La cessione del contratto, nella legge italiana, è un istituto previsto e disciplinato dall'art. 1406 e segg. del codice civile italiano.

## Storia
Nel codice civile italiano del 1865 tale istituto non era contemplato, e per realizzare la medesima finalità si ricorreva a una doppia stipulazione: una cessione del credito associata a un accollo del debito. Altro sistema usato nella prassi era quello della rinnovazione del contratto: in sede di rinnovo, il nuovo contraente accettava le pattuizioni delle parti originarie.
Non si poteva però parlare di una vera e propria successione nella posizione contrattuale, perché in nessuno dei due casi descritti vi era l'unitarietà dell'operazione. La cessione del contratto è dunque un istituto "nuovo", introdotto nel codice civile italiano del 1942, sulla base delle ricostruzioni dottrinarie dell'epoca.

## Caratteristiche generali
L'art. 1406 c.c. dispone:
Si ha la cessione del contratto quando una parte (il cedente) di un contratto originario, stipula con un terzo (il cessionario) un apposito contratto di cessione, con il quale cedente e cessionario si accordano per trasferire a quest'ultimo il contratto, ossia più specificatamente, l'insieme di tutti i rapporti, attivi e passivi, derivanti dal contratto ceduto.
La cessione è classificata in dottrina come un "contratto di II grado", in quanto incide su una struttura contrattuale preesistente, ed ha l'effetto di produrre la "successione" di un soggetto nella complessa posizione contrattuale di un altro soggetto.
La dottrina ha rilevato in primis che la dizione comune "cessione del contratto" è impropria, giacché il contratto come tale (cioè come fatto umano) non è suscettibile di trasferimento, perché non è una res. Ciò che si trasferisce, in realtà, è l'intera posizione soggettiva nascente dal contratto. Le regole per la successione nel debito e successione nel credito si sommano quando l'intero contratto viene ceduto. Il cambio di contraente non è ovviamente irrilevante ed è perciò necessario il consenso del contraente ceduto affinché la cessione produca effetti. Il cessionario avrà l'identica posizione contrattuale del cedente.

## Oggetto della cessione
Per procedere alla cessione, la prima condizione che si rileva dal dettato normativo è la presenza di un contratto con prestazioni corrispettive: secondo una parte della dottrina, i contratti cedibili sono solo quelli onerosi, ad esclusione di quelli a titolo gratuito.
La seconda condizione riguarda le prestazioni del contratto originario: entrambe (o almeno una di esse) non devono essere ancora state eseguite, perché non avrebbe senso cedere una posizione contrattuale i cui effetti sono completamente esauriti.

Con riferimento a questa seconda condizione, in dottrina si sostiene che non sono cedibili i contratti ad efficacia reale, perché questi esplicano l'effetto traslativo al momento della formazione dell'accordo (in virtù del principio consensualistico) e dunque non vi sarebbe nulla da cedere, essendo la proprietà già trasferita.
Tuttavia, la giurisprudenza e parte della dottrina hanno sostenuto l'applicabilità dell'art. 1406 ss. anche alle cessioni relative a contratti cosiddetti unilaterali ed a contratti sinallagmatici (ad effetti reali o obbligatori) parzialmente eseguiti. Ciò sul presupposto che, anche in queste ipotesi, l'oggetto della cessione non si configura solo in termini di mero credito o debito, ma presenta ugualmente aspetti di complessità riconducibili al concetto di posizione contrattuale (quali, ad esempio, i poteri di ordine processuale relativi al contratto ceduto), che giustificano il ricorso ad una disciplina diversa da quella della cessione del credito.
Al contrario, si ritiene che possono essere oggetto di cessione i contratti ad effetti reali differiti (vendita di cosa futura, di cosa altrui, ecc.), dove non ci sono rapporti esauriti (si pensi ad esempio ad un patto di riscatto non ancora esercitato).